# Прунду (Телеорман)
Прунду (рум. Prundu) — село у повіті Телеорман в Румунії. Входить до складу комуни Лунка.
Село розташоване на відстані 131 км на південний захід від Бухареста, 53 км на захід від Александрії, 89 км на південний схід від Крайови.

## Населення
За даними перепису населення 2002 року у селі проживали 1353 особи, усі — румуни. Усі жителі села рідною мовою назвали румунську.